# Vlásenice (železniční zastávka)
Vlásenice jsou železniční zastávka ve stejnojmenné části města Pelhřimov na jednokolejné neelektrizované trati Tábor – Horní Cerekev. Zastávka byla otevřena cca v roce 1955.

## Provozní informace
Zastávka má jedno nástupiště. V zastávce není možnost zakoupení si jízdenky a trať procházející zastávkou není elektrizovaná. Provozuje ji Správa železnic.

## Doprava
Zastavují zde pouze osobní vlaky, které jezdí trasu Tábor – Horní Cerekev – Jihlava (– Dobronín).